# Zona Central - Morro Alto - Ilha das Flores
Zona Central - Morro Alto - Ilha das Flores este o arie protejată (arie specială de conservare — SAC, sit de importanță comunitară — SCI) din Portugalia întinsă pe o suprafață de 2.938,89 ha, integral pe uscat.

## Localizare
Centrul sitului Zona Central - Morro Alto - Ilha das Flores este situat la coordonatele 39°27′00″N 31°13′00″W / 39.45°N 31.2167°V.

## Înființare
Situl Zona Central - Morro Alto - Ilha das Flores a fost declarat sit de importanță comunitară în iunie 1995 pentru a proteja 15 specii de plante și 8 specii de animale. Situl a fost protejat și ca arie specială de conservare în iunie 2009.

## Biodiversitate
Situată în ecoregiunea , aria protejată conține 14 habitate naturale: Ape stătătoare oligotrofe până la mezotrofe, cu vegetație de Littorelletea uniflorae și/sau de Isoëto-Nanojuncetea, Lacuri și iazuri distrofice naturale, Pajiști macaroneziene cu vegetație endemică, Tufărișuri termo-mediteraneene și de pre-deșert, Pajiști mezofile macaroneziene, Turbării active, Mlaștini oligotrofe degradate, capabile încă de regenerare naturală, Turbării de acoperire (* exclusiv pentru turbării active), Mlaștini turboase de tranziție și turbării mișcătoare, Pante stâncoase silicioase cu vegetație casmofită, Roci stâncoase cu vegetație pionieră de Sedo-Scleranthion sau Sedo albi-Veronicion dillenii, Mlaștini împădurite, Păduri macaroneziene de dafin (Laurus, Ocotea), Păduri endemice cu Juniperus spp..
La baza desemnării sitului se află mai multe specii protejate:
- plante (15): Ammi trifoliatum, Arceuthobium azoricum, Chaerophyllum azoricum, Culcita macrocarpa, Erica scoparia subsp. azorica, Euphorbia stygiana, Euphrasia azorica, Frangula azorica, isoëtes azorica (Isoetes azorica), Myosotis azorica, Picconia azorica, Rumex azoricus, Scabiosa nitens, Trichomanes speciosum, Woodwardia radicans
- păsări (8): rață pitică (Anas crecca), rață mare (Anas platyrhynchos), stârc cenușiu (Ardea cinerea), Columba palumbus azorica, egretă mică (Egretta garzetta), lișiță (Fulica atra), găinușă de baltă (Gallinula chloropus), chiră de baltă (Sterna hirundo)

Pe lângă speciile protejate, pe teritoriul sitului au mai fost identificate 29 de specii de plante, 8 specii de păsări, 1 specie de amfibieni, 1 specie de mamifere.